# والشهام لی ویللووز
والشهام لی ویللووز (به انگلیسی: Walsham-le-Willows) یک روستا و محله مدنی در بریتانیا است که در Mid Suffolk واقع شده‌است. والشهام لی ویللووز ۱٬۲۱۳ نفر جمعیت دارد.